# 全国高等学校野球選手権宮城大会
全国高等学校野球選手権宮城大会（ぜんこくこうとうがっこうやきゅうせんしゅけん みやぎたいかい）は、宮城県で開催されている全国高等学校野球選手権大会（夏の甲子園）の地方大会。1975年（第57回大会）までは東北大会に参加していた。

## 使用される球場
※使用球場に命名権が付いている場合は、正式名称と併記する。

### 現在
- 宮城球場（楽天モバイルパーク宮城）
- 仙台市民球場
- 石巻市民球場（- 2000年・2013年 - 使用、2013年は開会式会場）
- 利府町中央公園野球場（- 2001年・2011年、2025年使用）

### 過去
- 東北福祉大学野球場（2011年使用）
- 評定河原球場
- 東仙台球場（JT球場）
- 東北学院泉球場（東北学院泉キャンパス内野球場）
- 東北高グラウンド
- 東北電力名取スポーツパーク愛島球場（- 2000年使用）
- 名取市民球場（- 2003年・2012年・2018年使用）
- 柴田球場（2011 - 2013年使用）
- 南郷球場（2011 - 2013年使用）
- 蔵王球場 ( - 2015年、2021年使用)
- 大崎市鹿島台中央野球場（- 2006年・2010年・2014年・2016年・2018年 - 2021年、2024年）
- 平成の森しおかぜ球場（2018年 - 2022年）

## 大会結果
| 全国中等学校優勝野球 東北大会   | 全国中等学校優勝野球 東北大会 | 全国中等学校優勝野球 東北大会 | 全国中等学校優勝野球 東北大会   | 全国中等学校優勝野球 東北大会 | 全国中等学校優勝野球 東北大会 |
| 年度                            | 優勝校                        | 優勝校                        | 決勝スコア                      | 準優勝校                      | 全国大会成績                  |
| ------------------------------- | ----------------------------- | ----------------------------- | ------------------------------- | ----------------------------- | ----------------------------- |
| 1923年（第9回大会）             | 仙台一中（初）                | 仙台一中（初）                | 15 - 0                          | 八戸中（青森）                | 2回戦（初戦）                 |
| 1925年（第11回大会）            | 仙台二中（初）                | 仙台二中（初）                | 11 - 0                          | 盛岡中（岩手）                | 1回戦                         |
| 1930年（第16回大会）            | 東北中（初）                  | 東北中（初）                  | 6 - 4                           | 福岡中（岩手）                | ベスト8                       |
| 1940年（第26回大会）            | 仙台一中（17年ぶり2回目）     | 仙台一中（17年ぶり2回目）     | 5 - 0                           | 山形商（山形）                | 2回戦（初戦）                 |
| 1947年（第29回大会）            | 仙台二中（22年ぶり2回目）     | 仙台二中（22年ぶり2回目）     | 7 - 2                           | 福島商（福島）                | ベスト4                       |
| 全国高等学校野球選手権 東北大会 |                               |                               |                                 |                               |                               |
| 年度                            | 優勝校                        | 優勝校                        | 決勝スコア                      | 準優勝校                      | 全国大会成績                  |
| 1948年（第30回大会）            | 石巻（初）                    | 石巻（初）                    | 4 - 1                           | 福島商（福島）                | 1回戦                         |
| 1949年（第31回大会）            | 東北（19年ぶり2回目）         | 東北（19年ぶり2回目）         | 4 - 3                           | 山形二（山形）                | 1回戦                         |
| 1950年（第32回大会）            | 仙台一（10年ぶり3回目）       | 仙台一（10年ぶり3回目）       | 2 - 1                           | 気仙沼                        | 1回戦                         |
| 1953年（第35回大会）            | 白石（初）                    | 白石（初）                    | 4 - 0                           | 米沢西（山形）                | 1回戦                         |
| 1956年（第38回大会）            | 仙台二（9年ぶり3回目）        | 仙台二（9年ぶり3回目）        | 3 - 1                           | 磐城（福島）                  | ベスト8                       |
| 1958年（第40回大会）            | 東北（9年ぶり3回目）          | 東北（9年ぶり3回目）          | 5 - 0                           | 仙台商                        | 2回戦                         |
| 1959年（第41回大会）            | 東北（2年連続4回目）          | 東北（2年連続4回目）          | 10 - 0                          | 喜多方（福島）                | ベスト4                       |
| 1960年（第42回大会）            | 東北（3年連続5回目）          | 東北（3年連続5回目）          | 5 - 2                           | 双葉（福島）                  | 1回戦                         |
| 1961年（第43回大会）            | 東北（4年連続6回目）          | 東北（4年連続6回目）          | 7 - 2                           | 仙台育英                      | 2回戦                         |
| 1962年（第44回大会）            | 気仙沼（初）                  | 気仙沼（初）                  | 1 - 0                           | 保原（福島）                  | 1回戦                         |
| 1963年（第45回大会）            | 仙台育英（初）                | 仙台育英（初）                | 4 - 1                           | 東北                          | 2回戦（初戦）                 |
| 1964年（第46回大会）            | 仙台育英（2年連続2回目）      | 仙台育英（2年連続2回目）      | 9 - 0                           | 仙台一                        | 1回戦                         |
| 1967年（第49回大会）            | 仙台商（初）                  | 仙台商（初）                  | 3 - 1                           | 仙台育英                      | 2回戦                         |
| 1968年（第50回大会）            | 東北（7年ぶり7回目）          | 東北（7年ぶり7回目）          | 10 - 1                          | 築館                          | 1回戦                         |
| 1969年（第51回大会）            | 仙台商（2年ぶり2回目）        | 仙台商（2年ぶり2回目）        | 5 - 2                           | 田村（福島）                  | ベスト8                       |
| 1972年（第54回大会）            | 東北（4年ぶり8回目）          | 東北（4年ぶり8回目）          | 6 - 3                           | 学法石川（福島）              | 2回戦（初戦）                 |
| 1973年（第55回大会）            | 仙台育英（9年ぶり3回目）      | 仙台育英（9年ぶり3回目）      | 6 - 0                           | 東北                          | 2回戦（初戦）                 |
| 1975年（第57回大会）            | 仙台育英（2年ぶり4回目）      | 仙台育英（2年ぶり4回目）      | 4 - 1                           | 日大山形（山形）              | 1回戦                         |
| 高等学校野球選手権 宮城大会     |                               |                               |                                 |                               |                               |
| 年度                            | 参加校数                      | 優勝校                        | 決勝スコア                      | 準優勝校                      | 全国大会成績                  |
| 1976年（第58回大会）            | 57校                          | 東北（4年ぶり9回目）          | 6 - 1                           | 仙台商                        | ベスト8                       |
| 1977年（第59回大会）            | 59校                          | 仙台育英（2年ぶり5回目）      | 1 - 0                           | 東北                          | 1回戦                         |
| 1978年（第60回大会）            | 60校                          | 仙台育英（2年連続6回目）      | 7 - 0                           | 東北                          | 3回戦                         |
| 1979年（第61回大会）            | 60校                          | 東北（3年ぶり10回目）         | 15 - 5                          | 仙台育英                      | 1回戦                         |
| 1980年（第62回大会）            | 62校                          | 東北（2年連続11回目）         | 6 - 1                           | 仙台商                        | 3回戦                         |
| 1981年（第63回大会）            | 64校                          | 仙台育英（3年ぶり7回目）      | 3 - 0                           | 東北                          | 1回戦                         |
| 1982年（第64回大会）            | 65校                          | 東北（2年ぶり12回目）         | 2 - 0                           | 仙台育英                      | 1回戦                         |
| 1983年（第65回大会）            | 70校                          | 仙台商（14年ぶり3回目）       | 7 - 0                           | 仙台三                        | 3回戦                         |
| 1984年（第66回大会）            | 71校                          | 東北（2年ぶり13回目）         | 3 - 1                           | 仙台育英                      | 3回戦                         |
| 1985年（第67回大会）            | 73校                          | 東北（2年連続14回目）         | 7 - 2                           | 仙台西                        | ベスト8                       |
| 1986年（第68回大会）            | 75校                          | 仙台育英（5年ぶり8回目）      | 8 - 6                           | 仙台工                        | 2回戦（初戦）                 |
| 1987年（第69回大会）            | 76校                          | 東北（2年ぶり15回目）         | 4 - 2                           | 仙台育英                      | 2回戦                         |
| 1988年（第70回大会）            | 76校                          | 東陵（初）                    | 4 - 0                           | 東北                          | 1回戦                         |
| 1989年（第71回大会）            | 76校                          | 仙台育英（3年ぶり9回目）      | 12 - 0                          | 仙台三                        | 準優勝                        |
| 1990年（第72回大会）            | 76校                          | 仙台育英（2年連続10回目）     | 5 - 3                           | 東陵                          | 3回戦                         |
| 1991年（第73回大会）            | 76校                          | 東北（4年ぶり16回目）         | 5 - 2                           | 利府                          | 1回戦                         |
| 1992年（第74回大会）            | 76校                          | 仙台育英（2年ぶり11回目）     | 5 - 0                           | 東北学院榴ケ岡                | 1回戦                         |
| 1993年（第75回大会）            | 76校                          | 東北（2年ぶり17回目）         | 15 - 0                          | 仙台工                        | 1回戦                         |
| 1994年（第76回大会）            | 76校                          | 仙台育英（2年ぶり12回目）     | 3 - 1                           | 仙台工                        | ベスト8                       |
| 1995年（第77回大会）            | 77校                          | 仙台育英（2年連続13回目）     | 7 - 6                           | 仙台商                        | 1回戦                         |
| 1996年（第78回大会）            | 75校                          | 仙台育英（3年連続14回目）     | 8 - 2                           | 仙台商                        | 3回戦                         |
| 1997年（第79回大会）            | 76校                          | 仙台育英（4年連続15回目）     | 8 - 6                           | 東北                          | 2回戦                         |
| 1998年（第80回大会）            | 77校                          | 仙台（初）                    | 2 - 1                           | 東北                          | 1回戦                         |
| 1999年（第81回大会）            | 76校                          | 仙台育英（2年ぶり16回目）     | 17 - 1                          | 利府                          | 2回戦                         |
| 2000年（第82回大会）            | 76校                          | 仙台育英（2年連続17回目）     | 6 - 4                           | 東北                          | 2回戦                         |
| 2001年（第83回大会）            | 76校                          | 仙台育英（3年連続18回目）     | 1x - 0 （延長11回）             | 東北                          | 1回戦                         |
| 2002年（第84回大会）            | 75校                          | 仙台西（初）                  | 6 - 0                           | 柴田                          | 1回戦                         |
| 2003年（第85回大会）            | 78校                          | 東北（10年ぶり18回目）        | 5 - 4                           | 仙台育英                      | 準優勝                        |
| 2004年（第86回大会）            | 77校                          | 東北（2年連続19回目）         | 20 - 2                          | 利府                          | 3回戦                         |
| 2005年（第87回大会）            | 78校                          | 東北（3年連続20回目）         | 18 - 2                          | 石巻工                        | ベスト8                       |
| 2006年（第88回大会）            | 79校                          | 仙台育英（5年ぶり19回目）     | 0 - 0 （延長15回） 6 - 2 再試合 | 東北                          | 2回戦                         |
| 2007年（第89回大会）            | 80校                          | 仙台育英（2年連続20回目）     | 8 - 4                           | 仙台商                        | 2回戦                         |
| 2008年（第90回大会）            | 81校                          | 仙台育英（3年連続21回目）     | 1 - 0                           | 東北                          | 3回戦                         |
| 2009年（第91回大会）            | 80校                          | 東北（4年ぶり21回目）         | 4 - 1                           | 仙台育英                      | 3回戦                         |
| 2010年（第92回大会）            | 78校                          | 仙台育英（2年ぶり22回目）     | 28 - 1                          | 気仙沼向洋                    | 3回戦                         |
| 2011年（第93回大会）            | 77校                          | 古川工（初）                  | 3 - 1                           | 利府                          | 1回戦                         |
| 2012年（第94回大会）            | 76校                          | 仙台育英（2年ぶり23回目）     | 2 - 1                           | 東北                          | 3回戦                         |
| 2013年（第95回大会）            | 73校                          | 仙台育英（2年連続24回目）     | 6x - 5                          | 柴田                          | 2回戦                         |
| 2014年（第96回大会）            | 74校                          | 利府（初）                    | 3 - 2                           | 佐沼                          | 2回戦                         |
| 2015年（第97回大会）            | 73校                          | 仙台育英（2年ぶり25回目）     | 13 - 0                          | 古川工                        | 準優勝                        |
| 2016年（第98回大会）            | 72校                          | 東北（7年ぶり22回目）         | 5 - 0                           | 利府                          | 1回戦                         |
| 2017年（第99回大会）            | 69校                          | 仙台育英（2年ぶり26回目）     | 7 - 2                           | 東北                          | ベスト8                       |
| 2018年（第100回大会）           | 67校                          | 仙台育英（2年連続27回目）     | 7 - 0                           | 古川工                        | 2回戦（初戦）                 |
| 2019年（第101回大会）           | 67校                          | 仙台育英（3年連続28回目）     | 15 - 10                         | 東北                          | ベスト8                       |
| 2020年（独自大会）              | 67校                          | 仙台育英                      | 8 - 2                           | 仙台                          | （中止）                      |
| 2021年（第103回大会）           | 66校                          | 東北学院（初）                | 12 - 5                          | 仙台三                        | 2回戦                         |
| 2022年（第104回大会）           | 64校                          | 仙台育英（3年ぶり29回目）     | 3 - 1                           | 聖和学園                      | 優勝                          |
| 2023年（第105回大会）           | 62校                          | 仙台育英（2年連続30回目）     | 18 - 0                          | 仙台城南                      | 準優勝                        |
| 2024年（第106回大会）           | 59校                          | 聖和学園（初）                | 8 - 5                           | 仙台育英                      | 2回戦（初戦）                 |
| 2025年（第107回大会）           | 55校                          | 仙台育英（2年ぶり31回目）     | 10 - 0                          | 東北学院榴ケ岡                |                               |

- 参加校数は日本高野連の発表形式に基づき、連合チームを1校としてカウント

## 放送体制
- 現在、テレビではNHK仙台放送局・東日本放送が中継している。

※NHKは開会式と準決勝・決勝（2013年は準決勝・決勝、2015年までは準々決勝から決勝、2021年は決勝）を、総合⇔Eテレのリレー中継を実施（手話ニュースの時間は中断する場合がある）。
※東日本放送は開会式と準決勝・決勝（2016年は開会式と決勝）を放送。2007年まで開会式と4回戦（ベスト16）から決勝まで中継していたが、2008年から2012年までは開会式と準々決勝から（ただし、準々決勝の日は、第4試合の中継が初めから予定がなく第3試合終了後に中継終了となる）、2013年から2015年までと2017年からは開会式と準決勝・決勝の放送となる。余談ではあるが当時の県営宮城球場時代の中継は放送ブースがあるにもかかわらず（4席）、放送ブース下の観客席にテントを立て特設放送席を作り中継していた。
- ラジオはNHK仙台放送局のみ中継。

※NHKは準決勝・決勝を中継（メイン球場の試合を中継、2013年は準々決勝から、2018年までは4回戦（ベスト16）から、2021年は中継無し）。ただし、NHKネットラジオ らじる★らじる（仙台）では同時配信されていない。
※2009年までは東北放送も決勝を中継していた（ただし、88回大会の再試合と89回は中継なし）。
- ケーブルテレビは、J:COM 仙台キャベツ・仙台CATVが石巻市民球場あるいは仙台市民球場（2019年・2023年）で行われる試合を中継。

※2016年は準々決勝4試合。2017年は3回戦から準々決勝までの14試合、2018年は11試合を中継。

## その他
- 全国高等学校野球選手権宮城大会として、宮城県内のみで完結する大会となったのは第58回大会からであり、それ以前は記念大会を除き、全国中等学校優勝野球東北大会（ - 第29回）、全国高等学校野球選手権東北大会（第30回 - 第57回）として開催されている。
- 連合チームとしての参加が認められて以降、1チームとしての最多連合校数は、第106回大会における宮城水産・石巻北・涌谷・迫桜・岩ヶ崎による5校連合チームである[3]。